# Фудбалска репрезентација Либерије
Фудбалска репрезентација Либерије (енгл. Liberia national football team) национални је фудбалски тим који представља Либерију на међународној сцени. Делује под ингеренцијом Фудбалског савеза Либерије који је пуноправни члан КАФ од 1962, односно ФИФА од 1964. године.
Репрезентација је позната под надимнком Lone Stars (Усамљене звезде), националне боје су црвена, плава и бела, а своје домаће утакмице тим игра на Стадиону СКД у Монровији капацитета око 35.000 места. Најбољи пласман на ФИФа ранг листи репрезентација Либерије остварила је у јулу 2001. када је заузимала 66. место, док је најлошији пласман имала у периоду октобар-новембар 2010. када је заузимала 164. место.
Репрезентација Либерије се никада није квалификовала на Светско првенство, док су на континенталном Афричком купу нација учествовали укупно 2 пута и сваки пут такмичење завршили у групној фази.
Највише наступа за репрезентацију до сада је остварио везни играч Џо Нагбе са укупно 97 наступа за први тим, док је најбољи стрелац свих времена Џорџ Веа са 22 постигнута гола. Џорџ Веа је 1995. проглашен за најбољег играча света по избору ФИФА.

## Историјат
Фудбалски савез Либерије, као највише фудбалско тело у земљи, основан је 1936. године. Прву међународну утакмицу репрезентација је одиграла током 1954. у Абиџану, против Обале Слоноваче, док је прву званичну утакмицу након пријема ФСЛ у КАФ 1962. репрезентација одиграла 11. априла 1963. против селекције Чада.
У званичним такмичењима репрезентација је дебитовала у јануару 1967. у квалификацијама за Афрички куп нација 1968, а прву утакмицу у тим квалификацијама Либерија је одиграла 26. јануара 1967. у Монровију против селекције Гвинеје. Утакмица је завршена нерешеним резултатом 2:2, а поменуте квалификације Либерија је окончала на последњем месту у групи са 2 освојена бода и није успела да се пласира на завршни турнир. На први завршни турнир континенталног првенства репрезентација се пласирала тек 29 година касније, а на том првенству у Јужноафричкој Републици 1996. Либерија је заузела последње место у Ц групи у конкуренцији Заира и Габона.
У квалификацијама за светска првенства Либерија је дебитовала у другој рунди афричких квалификација за СП 1982. у Шпанији, када је у двомечу против селекције Гвинеје поражена укупним резултатом 0:1.
Најпознатији либеријски фудбалер био је Џорџ Веа који је 1995. проглашен за најбољег светског фудбалера у избору ФИФА.

## Резултати

### Светска првенства
| ФИФА светско првенство | ФИФА светско првенство       | ФИФА светско првенство       | ФИФА светско првенство       | ФИФА светско првенство       | ФИФА светско првенство       | ФИФА светско првенство       | ФИФА светско првенство       | ФИФА светско првенство       |                              | Квалификације за светска првенства | Квалификације за светска првенства | Квалификације за светска првенства | Квалификације за светска првенства | Квалификације за светска првенства | Квалификације за светска првенства |               |
| Година                 | Коло                         | Пласман                      | Ут                           | П                            | Н                            | И                            | Гол+                         | Гол-                         | Ут                           | П                                  | Н                                  | И                                  | Гол+                               | Гол-                               |                                    |               |
| ---------------------- | ---------------------------- | ---------------------------- | ---------------------------- | ---------------------------- | ---------------------------- | ---------------------------- | ---------------------------- | ---------------------------- | ---------------------------- | ---------------------------------- | ---------------------------------- | ---------------------------------- | ---------------------------------- | ---------------------------------- | ---------------------------------- | ------------- |
| 1930−1978.             | Нису учествовали             | Нису учествовали             | Нису учествовали             | Нису учествовали             | Нису учествовали             | Нису учествовали             | Нису учествовали             | Нису учествовали             | Нису учествовали             | Нису учествовали                   | Нису учествовали                   | Нису учествовали                   | Нису учествовали                   | Нису учествовали                   |                                    |               |
| 1982.                  | Нису се квалификовали        | Нису се квалификовали        | Нису се квалификовали        | Нису се квалификовали        | Нису се квалификовали        | Нису се квалификовали        | Нису се квалификовали        | Нису се квалификовали        | 2                            | 0                                  | 1                                  | 1                                  | 0                                  | 1                                  |                                    |               |
| 1986.                  | Нису се квалификовали        | Нису се квалификовали        | Нису се квалификовали        | Нису се квалификовали        | Нису се квалификовали        | Нису се квалификовали        | Нису се квалификовали        | Нису се квалификовали        | 2                            | 0                                  | 0                                  | 2                                  | 0                                  | 4                                  |                                    |               |
| 1990.                  | Нису се квалификовали        | Нису се квалификовали        | Нису се квалификовали        | Нису се квалификовали        | Нису се квалификовали        | Нису се квалификовали        | Нису се квалификовали        | Нису се квалификовали        | 8                            | 3                                  | 3                                  | 2                                  | 4                                  | 3                                  |                                    |               |
| 1994.                  | Одустали током квалификација | Одустали током квалификација | Одустали током квалификација | Одустали током квалификација | Одустали током квалификација | Одустали током квалификација | Одустали током квалификација | Одустали током квалификација | Одустали током квалификација | Одустали током квалификација       | Одустали током квалификација       | Одустали током квалификација       | Одустали током квалификација       | Одустали током квалификација       |                                    |               |
| 1998.                  | Нису се квалификовали        | Нису се квалификовали        | Нису се квалификовали        | Нису се квалификовали        | Нису се квалификовали        | Нису се квалификовали        | Нису се квалификовали        | Нису се квалификовали        | 8                            | 2                                  | 1                                  | 5                                  | 7                                  | 12                                 |                                    |               |
| 2002.                  | Нису се квалификовали        | Нису се квалификовали        | Нису се квалификовали        | Нису се квалификовали        | Нису се квалификовали        | Нису се квалификовали        | Нису се квалификовали        | Нису се квалификовали        | 10                           | 6                                  | 1                                  | 3                                  | 11                                 | 2                                  |                                    |               |
| 2006.                  | Нису се квалификовали        | Нису се квалификовали        | Нису се квалификовали        | Нису се квалификовали        | Нису се квалификовали        | Нису се квалификовали        | Нису се квалификовали        | Нису се квалификовали        | 12                           | 2                                  | 1                                  | 9                                  | 6                                  | 29                                 |                                    |               |
| 2010.                  | Нису се квалификовали        | Нису се квалификовали        | Нису се квалификовали        | Нису се квалификовали        | Нису се квалификовали        | Нису се квалификовали        | Нису се квалификовали        | Нису се квалификовали        | 6                            | 0                                  | 3                                  | 3                                  | 4                                  | 12                                 |                                    |               |
| 2014.                  | Нису се квалификовали        | Нису се квалификовали        | Нису се квалификовали        | Нису се квалификовали        | Нису се квалификовали        | Нису се квалификовали        | Нису се квалификовали        | Нису се квалификовали        | 6                            | 1                                  | 1                                  | 4                                  | 3                                  | 9                                  |                                    |               |
| 2018.                  | Нису се квалификовали        | Нису се квалификовали        | Нису се квалификовали        | Нису се квалификовали        | Нису се квалификовали        | Нису се квалификовали        | Нису се квалификовали        | Нису се квалификовали        | 4                            | 1                                  | 1                                  | 2                                  | 4                                  | 6                                  |                                    |               |
| 2022.                  | Нису се квалификовали        | Нису се квалификовали        | Нису се квалификовали        | Нису се квалификовали        | Нису се квалификовали        | Нису се квалификовали        | Нису се квалификовали        | Нису се квалификовали        | 6                            | 2                                  | 0                                  | 4                                  | 5                                  | 8                                  |                                    |               |
| 2026.                  | Биће одлучено                | Биће одлучено                | Биће одлучено                | Биће одлучено                | Биће одлучено                | Биће одлучено                | Биће одлучено                | Биће одлучено                | Биће одлучено                | Биће одлучено                      | Биће одлучено                      | Биће одлучено                      | Биће одлучено                      | Биће одлучено                      | Биће одлучено                      | Биће одлучено |
| Укупно                 | -                            | 0/22                         | -                            | -                            | -                            | -                            | -                            | -                            | 64                           | 17                                 | 12                                 | 35                                 | 43                                 | 86                                 |                                    |               |

## Афрички куп нација
| Успеси на Афричком купу нација | Успеси на Афричком купу нација | Успеси на Афричком купу нација | Успеси на Афричком купу нација | Успеси на Афричком купу нација | Успеси на Афричком купу нација | Успеси на Афричком купу нација | Успеси на Афричком купу нација | Успеси на Афричком купу нација |
| Година                         | Коло                           | Пласман                        | Ут                             | П                              | Н                              | И                              | Гол+                           | Гол-                           |
| ------------------------------ | ------------------------------ | ------------------------------ | ------------------------------ | ------------------------------ | ------------------------------ | ------------------------------ | ------------------------------ | ------------------------------ |
| 1957−1965.                     | Нису учествовали               | Нису учествовали               | Нису учествовали               | Нису учествовали               | Нису учествовали               | Нису учествовали               | Нису учествовали               | Нису учествовали               |
| 1968.                          | Нису се квалификовали          | Нису се квалификовали          | Нису се квалификовали          | Нису се квалификовали          | Нису се квалификовали          | Нису се квалификовали          | Нису се квалификовали          | Нису се квалификовали          |
| 1970−1974.                     | Нису учествовали               | Нису учествовали               | Нису учествовали               | Нису учествовали               | Нису учествовали               | Нису учествовали               | Нису учествовали               | Нису учествовали               |
| 1976.                          | Нису се квалификовали          | Нису се квалификовали          | Нису се квалификовали          | Нису се квалификовали          | Нису се квалификовали          | Нису се квалификовали          | Нису се квалификовали          | Нису се квалификовали          |
| 1978−1980.                     | Нису учествовали               | Нису учествовали               | Нису учествовали               | Нису учествовали               | Нису учествовали               | Нису учествовали               | Нису учествовали               | Нису учествовали               |
| 1982.                          | Нису се квалификовали          | Нису се квалификовали          | Нису се квалификовали          | Нису се квалификовали          | Нису се квалификовали          | Нису се квалификовали          | Нису се квалификовали          | Нису се квалификовали          |
| 1984.                          | Одустали током квалификација   | Одустали током квалификација   | Одустали током квалификација   | Одустали током квалификација   | Одустали током квалификација   | Одустали током квалификација   | Одустали током квалификација   | Одустали током квалификација   |
| 1986.                          | Нису се квалификовали          | Нису се квалификовали          | Нису се квалификовали          | Нису се квалификовали          | Нису се квалификовали          | Нису се квалификовали          | Нису се квалификовали          | Нису се квалификовали          |
| 1988.                          | Нису се квалификовали          | Нису се квалификовали          | Нису се квалификовали          | Нису се квалификовали          | Нису се квалификовали          | Нису се квалификовали          | Нису се квалификовали          | Нису се квалификовали          |
| 1990.                          | Нису се квалификовали          | Нису се квалификовали          | Нису се квалификовали          | Нису се квалификовали          | Нису се квалификовали          | Нису се квалификовали          | Нису се квалификовали          | Нису се квалификовали          |
| 1992.                          | Одустали током квалификација   | Одустали током квалификација   | Одустали током квалификација   | Одустали током квалификација   | Одустали током квалификација   | Одустали током квалификација   | Одустали током квалификација   | Одустали током квалификација   |
| 1994.                          | Нису се квалификовали          | Нису се квалификовали          | Нису се квалификовали          | Нису се квалификовали          | Нису се квалификовали          | Нису се квалификовали          | Нису се квалификовали          | Нису се квалификовали          |
| 1996.                          | Групна фаза                    | 10/15                          | 2                              | 1                              | 0                              | 1                              | 2                              | 3                              |
| 1998.                          | Нису се квалификовали          | Нису се квалификовали          | Нису се квалификовали          | Нису се квалификовали          | Нису се квалификовали          | Нису се квалификовали          | Нису се квалификовали          | Нису се квалификовали          |
| 2000.                          | Нису се квалификовали          | Нису се квалификовали          | Нису се квалификовали          | Нису се квалификовали          | Нису се квалификовали          | Нису се квалификовали          | Нису се квалификовали          | Нису се квалификовали          |
| 2002.                          | Групна фаза                    | 10/16                          | 3                              | 0                              | 2                              | 1                              | 3                              | 4                              |
| 2004.                          | Нису се квалификовали          | Нису се квалификовали          | Нису се квалификовали          | Нису се квалификовали          | Нису се квалификовали          | Нису се квалификовали          | Нису се квалификовали          | Нису се квалификовали          |
| 2006.                          | Нису се квалификовали          | Нису се квалификовали          | Нису се квалификовали          | Нису се квалификовали          | Нису се квалификовали          | Нису се квалификовали          | Нису се квалификовали          | Нису се квалификовали          |
| 2008.                          | Нису се квалификовали          | Нису се квалификовали          | Нису се квалификовали          | Нису се квалификовали          | Нису се квалификовали          | Нису се квалификовали          | Нису се квалификовали          | Нису се квалификовали          |
| 2010.                          | Нису се квалификовали          | Нису се квалификовали          | Нису се квалификовали          | Нису се квалификовали          | Нису се квалификовали          | Нису се квалификовали          | Нису се квалификовали          | Нису се квалификовали          |
| 2012.                          | Нису се квалификовали          | Нису се квалификовали          | Нису се квалификовали          | Нису се квалификовали          | Нису се квалификовали          | Нису се квалификовали          | Нису се квалификовали          | Нису се квалификовали          |
| 2013.                          | Нису се квалификовали          | Нису се квалификовали          | Нису се квалификовали          | Нису се квалификовали          | Нису се квалификовали          | Нису се квалификовали          | Нису се квалификовали          | Нису се квалификовали          |
| 2015.                          | Нису се квалификовали          | Нису се квалификовали          | Нису се квалификовали          | Нису се квалификовали          | Нису се квалификовали          | Нису се квалификовали          | Нису се квалификовали          | Нису се квалификовали          |
| 2017.                          | Нису се квалификовали          | Нису се квалификовали          | Нису се квалификовали          | Нису се квалификовали          | Нису се квалификовали          | Нису се квалификовали          | Нису се квалификовали          | Нису се квалификовали          |
| 2019.                          | Нису се квалификовали          | Нису се квалификовали          | Нису се квалификовали          | Нису се квалификовали          | Нису се квалификовали          | Нису се квалификовали          | Нису се квалификовали          | Нису се квалификовали          |
| 2021.                          | Нису се квалификовали          | Нису се квалификовали          | Нису се квалификовали          | Нису се квалификовали          | Нису се квалификовали          | Нису се квалификовали          | Нису се квалификовали          | Нису се квалификовали          |
| 2023.                          | Биће одлучено                  | Биће одлучено                  | Биће одлучено                  | Биће одлучено                  | Биће одлучено                  | Биће одлучено                  | Биће одлучено                  | Биће одлучено                  |
| Укупно                         | Групна фаза                    | 2/33                           | 5                              | 1                              | 2                              | 2                              | 5                              | 7                              |